# عبد الله الحسيني
عبد الله الحسيني أحمد هلال (15 أغسطس 1946 - 10 يوليو 2013) هو وزير الاوقاف المصري سابقاً، في حكومة عصام شرف منذ 2 مارس 2011 حتى 15 يوليو 2011، ورئيس جامعة الأزهر سابقاً.

## حياته ونشأته
ولد في 15 أغسطس 1946 بمحافظة الدقهلية، حصل على درجة الليسانس من كلية اللغة العربية بجامعة الأزهر عام 1971، ثم درجة الماجستير في اللغويات من الكلية سنة 1973، ثم على الدكتوراه في اللغويات من كلية اللغة العربية بجامعة الأزهر عام 1978.

## مناصب
تدرج الحسيني في العديد من المناصب حيث عين
- معيداً بقسم اللغويات في كلية اللغة العربية جامعة الأزهر من سنة 1971.[3]
- مدرسا مساعدا بالقسم سنة 1973.
- مدرساً من سنة 1978، ثم أستاذ مساعداً من سنة 1985 ثم أستاذ بالقسم من سنة 1990 ثم وكيلا لكلية اللغة العربية عام 1995 إلى عام 2003.
- عميدا للكلية من عام 2004 حتى 5 أغسطس 2008 ثم نائبا لرئيس جامعة جامعة الأزهر للدراسات العليا والبحوث عام 2008.
- وزير الاوقاف المصري سابقاً، في حكومة عصام شرف منذ 2 مارس 2011 حتى 15 يوليو 2011.
- شغل منصب نائب رئيس جامعة الأزهر.
- رئيس جامعة الأزهر، وهو عضو بمجمع البحوث الإسلامية.[4]

## مؤلفاته
أعد الحسيني العديد من المؤلفات في مختلف فروع اللغة العربية منها شرح الفقيه ابن مالك للامام ابى اسحاق الشاطبى وتوجيه بعض التراكيب المشكلة لابن هشام الأنصارى وتذكير المؤنث بين القياس والسماع دراسة لغوية نحوية وتحقيق المخطوطات وقواعده وخطواته ودراسة حول الطبيعية من منظور إسلامى.

## مؤتمرات
شارك الحسيني في العديد من المؤتمرات الإسلامية، وقدم بحوثا حول تحقيق المخطوطات في مؤتمر نظمته كلية اللغة العربية بجامعة الإمام محمد ابن سعود الإسلامية بالرياض عام 1982 وفعاليات
المؤتمر الدولى الأول لخريجى الأزهر الشريف 2006 والمؤتمرين الدوليين الثانى والثالث لخريجى الأزهر الشريف في القاهرة وماليزيا عامى 2007 و2008
والمؤتمر الدولى الرابع لخريجى الأزهر الشريف بالقاهرة 2009، كما شارك الحسيني هلال في عدة لجان منها لجنة، التعليم الأزهرى بالهيئة القومية لضمان جودة التعليم والاعتماد، وعضو مشارك في وضع وثائق المعايير الأكاديمية لمقررات اللغة العربية بجامعة الأزهر، والتعليم الأزهرى بالمجالس القومية المتخصصة، وعضو مجلس إدارة الرابطة العالمية لخريجي الأزهر الشريف.

## وصلات خارجية
| سبقه محمود حمدي زقزوق | وزير الأوقاف المصري 2 مارس 2011 - 15 يوليو 2011 | تبعه عبد الفضيل القوصي |
| سبقه أحمد الطيب       | رئيس جامعة الأزهر 19 مارس 2010 - 2011           | تبعه أسامة العبد       |